# Všeobecné volby v Belgii 1932
Belgické všeobecné volby z roku 1932 se konaly 27. listopadu 1932. Vládu sestavili katolíci v čele s Charlesem de Broqueville (1932–1934), Georges Theunis (1934–1935) a Paul Van Zeeland.

## Výsledky
| Politická strana | Politická strana | Sněmovna reprezentantů | Sněmovna reprezentantů | Sněmovna reprezentantů | Senát       | Senát     | Senát         |
| Politická strana | Politická strana | Počet hlasů            | Hlasy v %              | Počet mandátů          | Počet hlasů | Hlasy v % | Počet mandátů |
| ---------------- | ---------------- | ---------------------- | ---------------------- | ---------------------- | ----------- | --------- | ------------- |
|                  | Katolíci         | 856 027                | 38,42 %                | 79                     | 893 290     | 43,95 %   | 42            |
|                  | Socialisté       | 824 946                | 37,03 %                | 73                     | 860 053     | 42,31 %   | 39            |
|                  | Liberálové       | 313 722                | 14,08 %                | 24                     | 339 127     | 16,69 %   | 11            |
|                  | VNV              | 126 113                | 5,66 %                 | 8                      | 119 740     | 5,89 %    | 1             |
|                  | Komunisté        | 64 552                 | 2,90 %                 | 3                      | 54 902      | 2,70 %    | 0             |
|                  | ostatní          | 42 516                 | 1,91 %                 | 0                      | 20 256      | 1,00 %    | 0             |
| Celkem           | Celkem           | 2 227 876              | 100 %                  | 187                    | 2 032 506   | 100 %     | 93            |